# 荒海障子
荒海障子（あらうみのしょうじ）とは、内裏清涼殿の一画にある障子のこと。ただしこの障子とは今でいう襖のことである。

## 解説
中古、天皇が日常を暮す殿舎とされた清涼殿には、その東側に弘廂（ひろびさし）という幅の広い廊下のような空間が設けられており、荒海の障子はその弘廂の北突き当たりに立てられている。二枚立ての障子（襖）で高さは9尺（およそ3メートル前後）、表裏に布を張りその上に絵が描かれる。表には荒海に手の長い人物と足の長い人物が画面の両側にいて、手の長い者は海中に手を突っ込んでいる有様を墨絵で描く。これは『山海経』に長股国（足長の国）と長臂国（手長の国）という国があり、手長の国の者はいつも足長の国の者に背負われ、それで海に入って魚を捕らえるという記述に基づく。裏には宇治川の網代で魚をとる景色を描く。『古今著聞集』によれば、この障子は一条天皇の代以前から清涼殿にあったという。
『枕草子』はこの荒海障子について触れており、「荒海のかた、いきたる物どものおそろしげなる、手長、足長などをぞかきたる。上の御つぼねの戸をおしあけたれば、つねにめに見ゆるを、にくみなどしてわらふ」とある。「上の御つぼね」とはこの障子の近くにあった后妃の控えの間の事で、それら后妃に付き添う女房たちにとってはここに来ると必ず目にする障子だったということである。
平安京の内裏はその創始以来いくども焼亡したがそのたびに再建された。現在の京都御所にも清涼殿は当初の規模をいくらか変えつつもほかの殿舎とともに存在しており、その中の荒海の障子も古来からの図様を伝えながら新たに描かれて残っている。